# NGC 6738
NGC 6738 est un amas ouvert, situé dans la constellation de l'Aigle. Il a été découvert par l'astronome britannique John Herschel en 1829.
On trouve très peu de données pour cet amas qui est d'ailleurs considéré comme un groupe d'étoiles par Wolfgang Steinicke et par le professeur Seligman,. La base de données Simbad indique deux distances, soit 686 pc et 700 pc.